# Faringdon
Faringdon ist eine britische Kleinstadt mit ca. 8000 Einwohnern im Distrikt Vale of White Horse in der Grafschaft Oxfordshire in der Region South East England.

## Lage und Klima
Die in einer Höhe von ca. 105 m im Südosten der Cotswolds gelegene Kleinstadt Faringdon liegt etwa 2 km südlich der Themse; die Großstädte Swindon (ca. 15 km südwestlich) und Oxford (ca. 28 km nordöstlich) bilden wichtige Bezugspunkte in der Region, London liegt ungefähr 125 km (Fahrtstrecke) östlich. Die Gegend um Faringdon ist leicht hügelig und ganzjährig grün; der Waldbestand ist nicht sehr dicht. Das Klima ist eher mild, die Niederschläge (ca. 720 mm/Jahr) sind übers Jahr verteilt.

## Bevölkerungsentwicklung
| Jahr      | 2001 | 2011 | 2021 |
| Einwohner | 6190 | 7121 | 7915 |

Der Hauptgrund für das deutliche Bevölkerungswachstum in den letzten Jahrzehnten liegt in der Nähe zu Swindon, einer der am schnellsten wachsenden Städte Englands.

## Geschichte
Möglicherweise reicht die Geschichte des Ortes bis auf König Alfred den Großen († 899) zurück, der hier eine Festung erbaut haben soll. Die geschriebene Geschichte Faringdons lässt sich bis ins hohe Mittelalter zurückverfolgen, denn König Johann Ohneland gründete hier im Jahr 1202 eine Abtei, deren Sitz jedoch schon bald ins ca. 115 km südlich gelegene Beaulieu verlegt wurde. Faringdon wurde im Jahr 1218 ein wöchentliches Marktrecht zugestanden. In der Zeit der Rosenkriege (ca. 1455–1485) stand der Ort auf Seiten des Hauses Lancaster. Erst im Jahr 1864 erhielt Faringdon einen Bahnhof an einer Nebenstrecke der von London nach Bristol führenden Great Western Main Line.

## Sehenswürdigkeiten

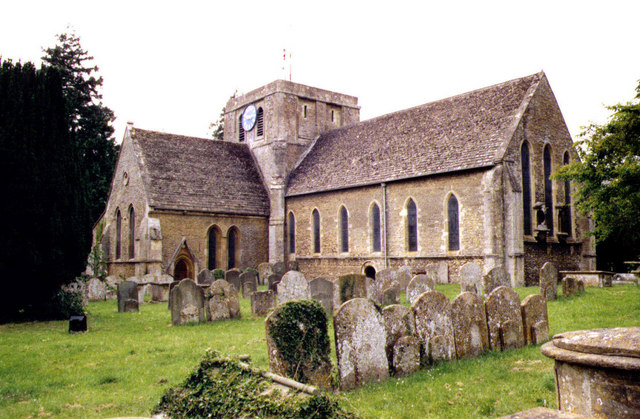
Faringdon – All Saints Church

- Ältestes Bauwerk der Stadt ist die aus Bruchsteinen errichtete ehemals katholische, seit dem 16. Jahrhundert jedoch anglikanische All Saints Church aus dem 11. oder 12. Jahrhundert. Obwohl später verändert, besitzt sie noch ein Portal mit Mäanderdekor im anglo-normannischen Stil. Die meisten Fenster sind maßwerklos; lediglich das im 16. Jahrhundert erneuerte große Westfenster verfügt über ein reiches rektilineares Maßwerk im Perpendicular Style der englischen Spätgotik. Die Kirche ist nicht gewölbt, sondern mit einem offenen Dachstuhl bedeckt.[3]
- Die Old Town Hall stammt aus dem 17. Jahrhundert; sie steht größtenteils auf Steinstützen und gehörte zum ehemaligen Markt; später wurde sie auch als Feuerwehrstation genutzt.[4]
- Der im 18. Jahrhundert erbauten Faringdon House lebende Exzentriker Gerald Tyrwhitt-Wilson, 14. Baron Berners († 1950), ließ im Jahr 1935 auf einer nahegelegenen Anhöhe einen Aussichtsturm, genannt Faringdon Folly erbauen. Ihm ist ein kleines Museum gewidmet.

Umgebung
- Die ca. 3 km in südwestlicher Richtung entfernte, aber ehemals zur ca. 115 km südlich gelegenen Beaulieu Abbey gehörende Great Coxwell Barn ist eine außergewöhnlich gut erhaltene Scheune (Grangie).
- Etwa 10 km südlich von Faringdon befindet sich der White Horse Hill mit dem berühmten, wahrscheinlich bronzezeitlichen Scharrbild eines weißen Pferdes.

## Persönlichkeiten
- Charles Lapworth (1842–1920), Geologe
- David Footman (1895–1983), Autor, Diplomat und Nachrichtendienstler

## Städtepartnerschaften
Seit 2023 existiert eine offizielle Städtepartnerschaft mit der Stadt Königstein im Taunus.